# Остров сокровищ (фильм, 1972)
«Остров сокровищ» (англ. Treasure Island) — британский приключенческий фильм 1972 года, снятый режиссёрами Джоном Хафом и Андреа Бьянки, основанный на романе «Остров сокровищ» Роберта Льюиса Стивенсона.

## Сюжет
Подросток Джим Хокинс живёт со своей матерью и помогает ей содержать таверну «Адмирал Бенбоу». В таверне останавливается сильно пьющий старый моряк, капитан Билли Бонс. После того как таверну посещает пират Чёрный Пёс, а после Слепой Пью, который вручает Билли Бонсу «чёрную метку», у старого моряка на фоне алкоголизма и нервных перегрузок происходит апоплексический удар. Он падает на пол и умирает. Перед смертью Билли Бонс передаёт Джиму старую кожаную сумку. Джим, увидев приближающихся к таверне пиратов, спешит спрятаться во дворе. Пираты врываются в таверну и, не найдя в сундуке почившего Билли Бонса нужной им карты, услышав топот приближающихся лошадей, спасаются бегством. Джима доставляют в дом сквайра Трелони, где мальчик в присутствии своей матери и доктора Ливси достаёт кожаную сумку, в которой находилась карта сокровищ легендарного пирата — капитана Флинта. Трелони отправляется в Бристоль и нанимает корабль капитана Смоллетта под названием «Эспаньола». Трелони зачисляет в команду корабля Джима Хокинса — юнгой, а доктора Ливси — корабельным врачом. В городе Трелони находит одноногого трактирщика, бывалого моряка Джона Сильвера, которого он зачисляет в команду в качестве корабельного повара. Набранная Сильвером команда начинает вызывать подозрение у капитана Смоллетта. Опасения Смоллетта оказались не напрасными. На пути к Острову сокровищ сомнительная команда под предводительством кока замышляет бунт на корабле…

## В ролях
- Орсон Уэллс — Джон Сильвер
- Ким Бёрфилд — Джим Хокинс
- Лайонел Стэндер — Билли Бонс
- Вальтер Слезак — Трелони
- Анхель дель Посо — доктор Ливси
- Рик Батталья — капитан Смоллетт
- Мария Ром — миссис Хокинс
- Жан Лефевр — Бен Ганн
- Пауль Мюллер — Слепой Пью
- Мишель Гарланд — Джордж Мэрри
- Альдо Самбрель — Израэль Хэндс
- Элиб Парсонс[англ.] — миссис Сильвер
- Виктор Израэль[англ.] — Морган
- Франко Рессель — сержант Дэнс (нет в титрах)

## Съёмочная группа
- Режиссёры: Джон Хав, Андреа Бьянки
- Продюсеры: Алан Тауэрс Гарри, Артур Браунер
- Сценаристы: Антонио Маргерити, Франк Хуберт, Вольф Манковиц, Орсон Эйллс, Жерар Верже, Баутиста де ла Каза
- Оператор: Сесилио Паниагуа
- Композитор: Натале Массара